# Fabriciidae
Fabriciidae zijn een familie van borstelwormen.

## Geslachten
- Augeneriella Banse, 1957
- Bansella Fitzhugh, 2010
- Brandtika Jones, 1974
- Brifacia Fitzhugh, 1998
- Echinofabricia Huang, Fitzhugh & Rouse, 2011
- Eriographis Grube, 1850
- Fabricia Blainville, 1828
- Fabricinuda
- Fabriciola Friedrich, 1939
- Leiobranchus Quatrefages, 1850
- Leptochone
- Manayunkia Leidy, 1859
- Monroika Hartman, 1951
- Novafabricia Fitzhugh, 1990
- Parafabricia Fitzhugh, 1992
- Pseudoaugeneriella Fitzhugh, 1998
- Pseudofabricia Cantone, 1972
- Pseudofabriciola Fitzhugh, 1990
- Raficiba Fitzhugh, 2001
- Rubifabriciola Huang, Fitzhugh & Rouse, 2011
- Tuba Renier, 1804

### Synoniemen
- Amphicora Ehrenberg, 1836 => Fabricia Blainville, 1828
- Dybowscella Nusbaum, 1901 => Manayunkia Leidy, 1859
- Garjaiewella Dybowski, 1929 => Manayunkia Leidy, 1859
- Haplobranchus Bourne, 1883 => Manayunkia Leidy, 1859
- Oridia Rioja, 1917 => Amphicorina Claparède, 1864
- Othonia Johnston, 1835 => Fabricia Blainville, 1828
- Trichosobranchella Dybowski, 1929 => Manayunkia Leidy, 1859